# روي براون (سياسي أمريكي)
روي براون (بالإنجليزية: Roy Brown)‏ هو سياسي أمريكي، ولد في 16 فبراير 1951 بكاسبر في الولايات المتحدة. حزبياً، نشط في الحزب الجمهوري. وقد انتخب عضو مجلس ولاية مونتانا وانتخب عضو مجلس نواب مونتانا.